# Sylver (lanzador de misiles)

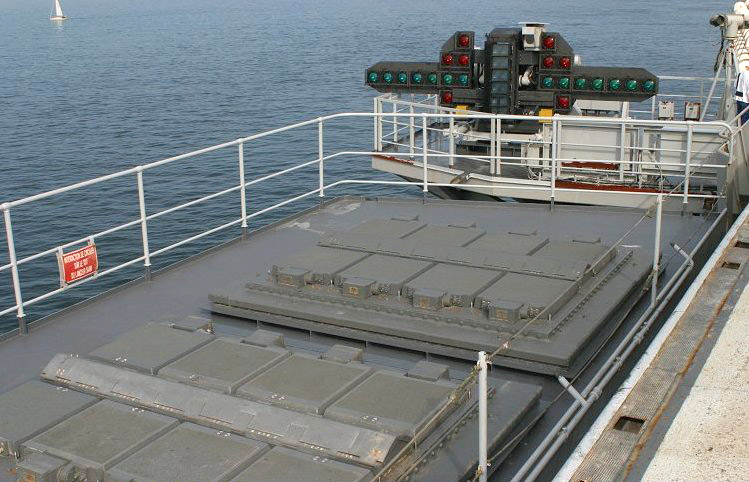
Lanzador Sylver para misiles antiaéreos Aster 15 en el portaaviones Chales de Gaulle de la Marina Nacional de Francia.

Sylver (acrónimo en francés de SYstème de Lancement VERtical) es un sistema de lanzamiento vertical (VLS) de misiles diseñado por Naval Group. El sistema de lanzamiento se presenta en varias versiones, las cuales se distinguen por la altura del contenedor. 

## Generalidades
Los lanzadores Sylver consisten en módulos de ocho celdas individuales, excepto en la versión A-35 disponible en módulos de cuatro. Cada uno de los módulos de ocho celdas ocupa seis metros cuadrados en la cubierta del barco. Las celdas tienen un tamaño de 60x56 centímetros y cada una de ellas tienen su propio escape para los gases que se producen en el lanzamiento. Los misiles antiaéreos Crotale NG (VT1) pueden ir alojados en grupos de cuatro por cada celda.

## Desarrollo
El desarrollo del sistema Sylver ha tenido como principal fin albergar a los misiles de la serie MBDA Aster. El sistema Sylver, junto a los misiles Aster, son los componentes fundamentales del sistema de defensa antiaérea naval PAAMS desarrollada por varios países europeos. El PAAMS tiene la capacidad de lanzar más de ocho misiles en diez segundos. Además de esta función principal, el sistema Sylver puede albergar misiles de crucero, misiles antibuque, cohetes antisubmarinos ASROC y otros misiles antiaéreos como los RIM-162 ESSM.

## Adaptación para el SCALP Naval
La Armada Francesa inició estudios para adaptar al misil de ataque a tierra SCALP EG a los lanzadores Sylver. Este misil adaptado, el SCALP Naval, daría a Francia capacidad de ataque a tierra desde barcos en superficie de manera análoga al BGM-109 Tomahawk estadounidense.

## Versiones
Las versiones A-35 y A-43 fueron desarrolladas para el lanzamiento de misiles antiaéreos de corto alcance, la versión A-50 para albergar al sistema de defensa PAAMS de largo alcance, y el lanzador A-70 capaz de lanzar misiles de mayor tamaño como el misil de crucero SCALP Naval. La numeración de cada versión hace referencia a la longitud máxima aproximada del misil que puede albergar en decímetros. 
| A-35 | Mica VL | VT1 cuádruple | -        | -        | -           |
| A-43 | Mica VL | VT1 cuádruple | Aster 15 | -        | -           |
| A-50 | Mica VL | VT1 cuádruple | Aster 15 | Aster 30 | -           |
| A-70 | -       | -             | Aster 15 | Aster 30 | SCALP Naval |

## Uso
| Armada                                    | Clase             | Tipo                    | A-35 | A-43 | A-50 | A-70 |
| Marina Nacional francesa                  | Charles de Gaulle | Portaaviones nuclear    |      | 4x   |      |      |
| Marina Militare                           | Cavour            | Portaaviones ligero     |      | 4x   |      |      |
| Marina Nacional francesa/ Marina Militare | Clase FREMM       | Fragatas polivalentes   |      | 4x   | ó    | 4x   |
| Marina Nacional francesa/ Marina Militare | Clase Horizon     | Fragatas antiaéreas     |      |      | 6x   |      |
| Armada de Singapur                        | Clase Formidable  | Fragatas polivalentes   |      |      | 4x   |      |
| Marina Real británica                     | Type 45           | Destructores antiaéreos |      |      | 6x   |      |
| Armada de Arabia Saudita                  | Clase Al Riyadh   | Fragatas polivalentes   |      |      | 4x   |      |